# Rio Bretila
O Rio Bretila é um rio da Romênia afluente do Rio Bistriţa, localizado no distrito de Suceava.